# Eduardo Coudet
Eduardo Germán Coudet (Buenos Aires, Argentina; 12 de septiembre de 1974) es un exfutbolista y entrenador argentino. Actualmente dirige al Deportivo Alavés de la Primera División de España.

## Biografía

### Como jugador
Debutó en Primera División el 23 de octubre de 1993 con la camiseta de Platense en el empate 0 a 0 ante Boca Juniors. En 1995 pasó a Rosario Central, donde obtuvo el primer título de su carrera: la Copa Conmebol 1995. En su debut con el conjunto rosarino, anotó el gol del empate contra Independiente jugando como visitante, en agosto de 1995. Sus buenas actuaciones dentro del campo de juego y las declaraciones que Coudet realizaba permanentemente a la prensa (siempre con un toque de picardía y con provocaciones hacia Newell's Old Boys, clásico rival de Central) hicieron que el Chacho lograra ser ídolo de la afición canalla. El 23 de noviembre de 1997, anotó el 2.º gol en el recordado Clásico rosarino en donde Central ganó jugando como local por 4 a 0, siendo recordado porque con cuatro rivales expulsados, el jugador rojinegro Herrera debió salir por lesión, por lo cual el partido debió ser suspendido por inferioridad numérica de Newell´s.
En 1998 pasó a San Lorenzo, y en 1999 fue transferido a River Plate, club con el cual ganó varios campeonatos locales.
Durante el 2002 paso por Europa, concretamente jugaría en el Celta de Vigo de la liga española. En 2004 volvió al club de sus amores, Rosario Central. En aquel campeonato, el conjunto auriazul terminó en la 6.ª posición, y el "Chacho" tuvo un buen nivel. Luego, en 2005, pasó nuevamente a San Lorenzo. En 2006, se incorporó nuevamente a Central, donde en su última etapa en el club le marcó nuevamente a Newell's en el clásico, que finalizó 4 a 1 en favor de Central en el Apertura 2006.

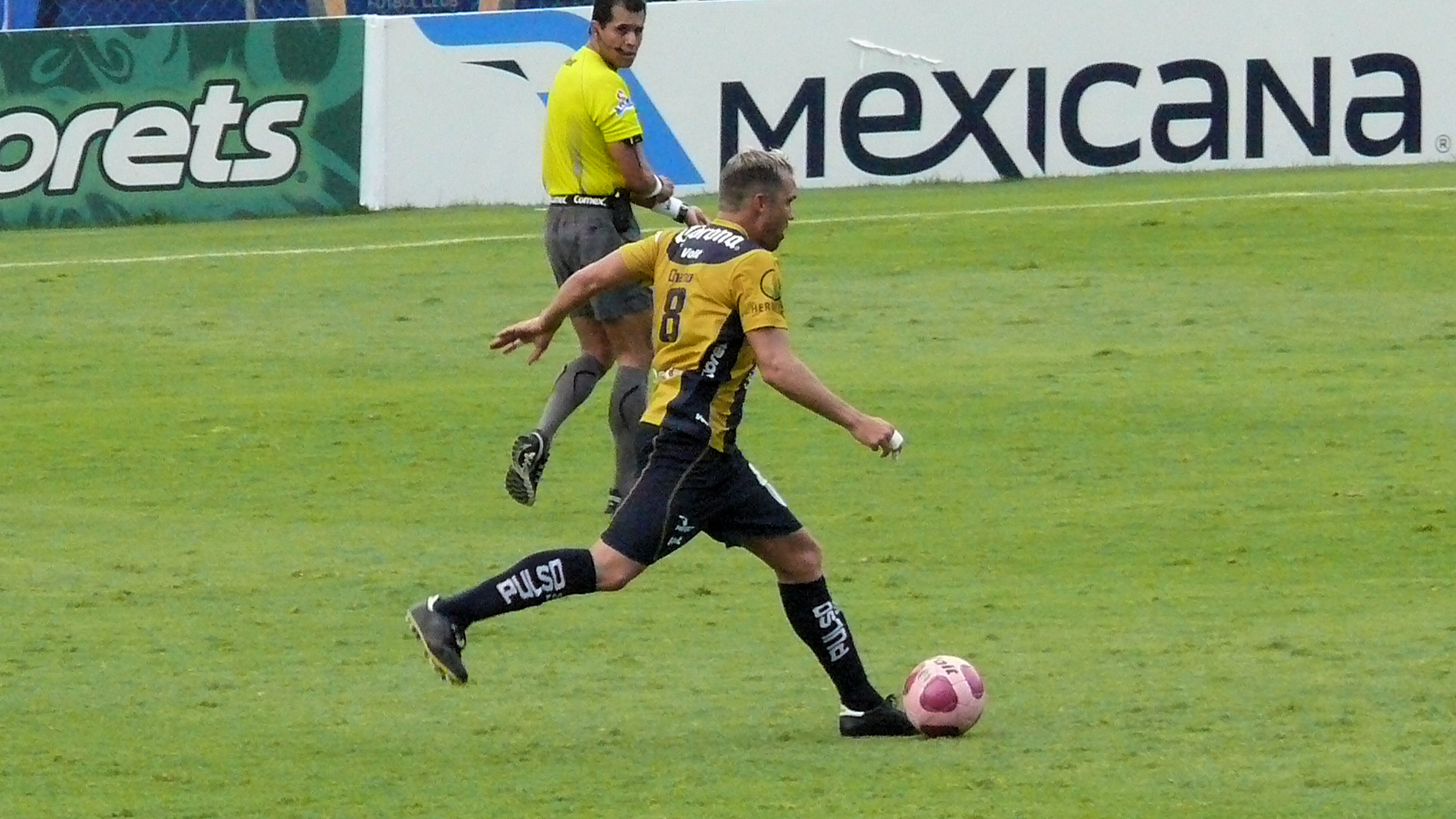
Coudet jugando para San Luis en México.

Luego de aquel año, fue transferido a México. Allí jugó en dos equipos: el San Luis y luego el Necaxa. A su llegada al conjunto potosino dejó claro que vino para hacer historia y convertirse en ídolo y lo logró. Su primer gol fue en 2007 contra el Necaxa, para así darle el triunfo al equipo una gran remontada, luego de ir abajo en el marcador 0-2. En su paso en el San Luis FC logró grandes metas como superlíderes, ingresar a liguillas, a la Copa Sudamericana 2008, la primera competencia internacional del equipo, lograndose ganar el cariño y amor de la afición potosina, la cual aún lo quiere y lo recuerda con cariño.
Luego, pasó al Necaxa donde no fue bien recibido por los aficionados por su poca aportación. Incluso tuvo una riña con aficionados en el aeropuerto de la Ciudad de México. El campeonato finalizó con el equipo descendido a Segunda. Luego de aquel paso, regresó al San Luis en 2009 y marcó su último gol con el equipo contra Pachuca.
Luego de su paso por México, volvió a Argentina para jugar con la camiseta de Colón, donde sólo disputó cinco partidos. En 2010, tras un breve paso por el fútbol estadounidense (Philadelphia Union de la MLS y Fort Lauderdale Strikers de la NASL), se retiró.

### Como entrenador

#### Rosario Central
La renuncia de Miguel Ángel Russo tras la derrota ante Huracán en la final de la Copa Argentina dio lugar a la posibilidad de que el "Chacho” Coudet dirigiera al Club Atlético Rosario Central, dando comienzo a su segundo vínculo con el club el 15 de diciembre de 2014. La identificación de los hinchas con el recién llegado se hizo notar rápidamente con el buen arranque de Central del torneo de 30 equipos. El club canalla extendió los buenos resultados jugando con carácter y buen fútbol y salió victorioso en 16 de las 30 fechas disputadas. Además, clasificó al equipo para la Copa Libertadores 2016. En la Copa Argentina 2014-15, Central llegó a la final y fue subcampeón luego de caer 2 a 0 en una polémica final ante Boca Juniors, la cual estuvo signada por los gruesos errores arbitrales que beneficiaron al ganador.
A finales del año 2016 volvería a tener una nueva oportunidad de consagrarse campeón tras haber llegado nuevamente a la final de la Copa Argentina 2015-16, sin embargo nuevamente volvería a ser derrotado, esta vez ante River Plate por 4-3. Este nuevo fracaso siendo el segundo consecutivo en finales de Copa, sumado a la débil campaña en el torneo local, decide dar un paso al costado de la conducción técnica del conjunto auri azul.

#### Club Tijuana
En mayo de 2017, después de haber sido sondeado por varios equipos argentinos, fue anunciado como nuevo entrenador de los Xolos de Tijuana y firmó contrato por un año. Apenas 4 meses y 18 días después, fue despedido tras solo lograr una victoria en sus últimos 7 partidos, dejando al club en la undécima posición.

#### Racing Club
El 17 de diciembre de 2017, se convirtió oficialmente en el director Técnico del Racing Club de Avellaneda, ya que los malos resultados que obtuvo Diego Cocca en su conducción más sus polémicas con Lisandro López llevaron a su destitución. El Chacho asumió bajo la gestión del reciente secretario técnico de la institución, Diego Milito.
Muy pronto se notó su mano en el juego del equipo, logrando buen rendimiento en muchos de los jugadores del plantel, destacándose principalmente las actuaciones de Lautaro Martínez y teniendo de emblema a Lisandro López. Varias lesiones provocadas por el desgaste físico de la doble competencia llevaron a que no se lograra la clasificación a la Copa Libertadores 2019 y quedara afuera de la Copa Argentina muy repentinamente.
Para afrontar el Campeonato de Primera División 2018-19 llegaron varios jugadores a fin de lograr el recambio necesario como Marcelo "Chelo" Díaz, Eugenio Mena, Gabriel Arias, entre otros y mantener la buena forma física del equipo. Pese a no lograr avanzar en la Copa Argentina 2017-18, tras ser derrotado por el Club Atlético Sarmiento (Resistencia) por el resultado de 1-0 a favor de los chaqueños y de no poder avanzar en la Copa Libertadores 2018 perdiendo a manos de River Plate en la instancia de octavos de final por 3-0 en contra en la instancia de vuelta en el Estadio Antonio Vespucio Liberti. Racing Club de la mano del Chacho Coudet logró ser uno de los mejores equipos argentinos del 2018, terminando puntero del campeonato al finalizar la fecha 15. Continuó en dicha senda hasta la fecha 18, donde volvió a enfrentar a River Plate, discontinuó el planteo que venía haciendo y perdió estrepitosamente (fue 0-2 y pudo haber sido mucho peor). La expulsión de Solari y el visible fastidio de Ricardo Centurión por ser llamado casi al final del partido (entró en el minuto 67) terminó de plantear una tarde negra para el Chacho, ya que la victoria de Defensa y Justicia hizo que Racing dejara de ser el único puntero. No obstante siguió con la racha ganadora que le permitió superar a Belgrano de Córdoba, Estudiantes de La Plata entre otros, como así también el triunfo ante Independiente como visitante, por 3 tantos contra 1, con goles de Donatti, Licha López y Zaracho, manteniendo así el primer puesto del campeonato aunque mucho más urgido por el Halcón de Varela.

##### Primer título como entrenador
El 31 de marzo de 2019, se consagró campeón con Racing logrando su primer título como entrenador, cortando una racha "académica" de 4 años y 3 meses sin salir campeón, al empatar 1-1 con Tigre, rival que peleaba por salvarse del descenso a la Primera B Nacional mediante el buen juego que le inspiró Pipo Gorosito. El Chacho se convirtió así en el técnico más eficaz de la historia del club albiceleste, superando a otros directores técnicos que han obtenido títulos con este club como Diego Cocca, Guillermo Stábile, entre otros.

##### Campaña irregular
La eliminación en la primera fase de la Sudamericana frente al Corinthians fue una derrota amortiguada por la ansiedad que generaba la nueva estrella nacional. Posteriormente sumó otra frustración en la Copa Argentina 2017-18, al no poder superar en los 90' reglamentarios a Sarmiento de Resistencia. Una producción floja en la Copa de la Superliga (despedida en cuartos de final frente al Club Atlético Tigre), otra eliminación por penales en primera ronda en la Copa Argentina 2018-19 contra un rival de menor jerarquía (Boca Unidos de Corrientes) al marrar sus tiros David Barbona, Darío Cvitanich y Marcelo Díaz, una derrota por 6-1 con River en el Cilindro seguido de empate sin goles con Unión de local y ante Central Córdoba de visitante, más la preocupación constante por la falta de actitud en un plantel cargado de talento ubicaron a Coudet contra las cuerdas en el segundo semestre de 2019.

##### Segundo título como entrenador
Luego de meses de cuestionamiento por el andar del equipo y un juego bastante desgastado, consigue su segundo título como entrenador: el Trofeo de Campeones de la Superliga Argentina en su primera edición el 14 de diciembre de 2019, al ganarle a Tigre de Victoria por 2 a 0 con goles de Matias Rojas (por duplicado) y un Walter Montoya encendido, logrando que el club de Avellaneda saliera Supercampeon y obteniendo 2 títulos en 1 año (algo que no ocurría hace 52 años en Racing), yéndose de la mejor manera de la institución.

#### Internacional
El 16 de diciembre de 2019, Coudet fue nombrado técnico del Internacional de Brasil, tras firmar un contrato de dos años. En su paso por Porto Alegre, Coudet dirigió al Inter en 46 partidos, de los que ganó 24, empató 13 y perdió 9, lo que supone un aprovechamiento superior a un 60%.
El 9 de noviembre de 2020, el argentino decide abandonar el club brasileño a petición propia, dejándolo en la clasificación más alta del Campeonato Brasileño, con 36 puntos.

#### Celta de Vigo
El 12 de noviembre de 2020, es anunciado como nuevo DT del Celta de Vigo por 3 temporadas. Ganó sus primeros cinco al mando, con la mayor cantidad de goles y la menor cantidad encajada de cualquier técnico liguero en ese momento, notablemente mejor que su predecesor Óscar García. Al final de la temporada, firmó un nuevo contrato hasta junio de 2024 luego de dejar al club a puertas de Europa.
En enero de 2021 y 2022, el equipo de Coudet fue eliminado de la Copa del Rey por rivales de la tercera división a domicilio en Baleares, concretamente UD Ibiza y Atlético Baleares. El 2 de noviembre de 2022, fue destituido debido a los malos resultados cosechados, dejando al equipo olívico 16° clasificado a un punto de los puestos de descenso.

#### Atlético Mineiro
El 19 de noviembre de 2022, es anunciado como nuevo entrenador del Atlético Mineiro hasta diciembre del 2024. Fue su segunda experiencia en Brasil, no obstante tras el empate 1-1 ante RB Bragantino por la décima fecha del Brasileirao, el argentino mantuvo una tensa conversación en el vestuario con el plantel y ante sus diferencias con Rodrigo Caetano, director de fútbol del club, decidió dar un paso al costado el 11 de junio de 2023.

#### Internacional (2.ª etapa)
El 18 de julio de 2023, fue confirmado como entrenador del Internacional y firmó hasta diciembre del 2023.Luego de extender su contrato, fue relevado de sus funciones en julio de 2024 después de perder ante Juventude por la Copa de Brasil.

#### Deportivo Alavés
El 2 de diciembre de 2024, fue anunciado como técnico del Deportivo Alavés hasta junio de 2025, con opción a extender su contrato por una temporada más.

## Estadísticas

### Como jugador
| Platense Argentina                          | 1.ª           | 1993-94       | 23  | 0  | — | — | —  | —  | 23  | 0  | 0.00 |
| Platense Argentina                          | 1.ª           | 1994-95       | 30  | 2  | — | — | —  | —  | 30  | 2  | 0.07 |
| Platense Argentina                          | 1.ª           | 1995-96       | 3   | 0  | — | — | —  | —  | 3   | 0  | 0.00 |
| Platense Argentina                          | Total club    | Total club    | 56  | 2  | 0 | 0 | 0  | 0  | 56  | 2  | 0.03 |
| Rosario Central Argentina                   | 1.ª           | 1995-96       | 27  | 4  | — | — | 9  | 3  | 36  | 7  | 0.19 |
| Rosario Central Argentina                   | 1.ª           | 1996-97       | 31  | 2  | — | — | 7  | 0  | 38  | 2  | 0.05 |
| Rosario Central Argentina                   | 1.ª           | 1997-98       | 33  | 6  | — | — | —  | —  | 33  | 6  | 0.18 |
| San Lorenzo Argentina                       | 1.ª           | 1998-99       | 30  | 5  | — | — | 9  | 1  | 39  | 6  | 0.15 |
| River Plate Argentina                       | 1.ª           | 1999-00       | 28  | 4  | — | — | 4  | 0  | 32  | 4  | 0.12 |
| River Plate Argentina                       | 1.ª           | 2000-01       | 28  | 9  | — | — | 15 | 2  | 43  | 11 | 0.26 |
| River Plate Argentina                       | 1.ª           | 2001-02       | 32  | 4  | — | — | 7  | 1  | 39  | 5  | 0.18 |
| Celta de Vigo · España                      | 1.ª           | 2002-03       | 9   | 0  | 2 | 0 | 3  | 0  | 14  | 0  | 0.00 |
| Celta de Vigo · España                      | Total club    | Total club    | 9   | 0  | 2 | 0 | 3  | 0  | 14  | 0  | 0.00 |
| River Plate Argentina                       | 1.ª           | 2002-03       | 20  | 2  | — | — | 8  | 1  | 28  | 3  | 0.13 |
| River Plate Argentina                       | 1.ª           | 2003-04       | 20  | 0  | — | — | 17 | 4  | 37  | 4  | 0.11 |
| River Plate Argentina                       | Total club    | Total club    | 128 | 19 | 0 | 0 | 51 | 8  | 179 | 27 | 0.16 |
| Rosario Central Argentina                   | 1.ª           | 2004-05       | 16  | 1  | — | — | —  | —  | 16  | 1  | 0.06 |
| San Lorenzo Argentina                       | 1.ª           | 2004-05       | 13  | 2  | — | — | 3  | 0  | 16  | 2  | 0.12 |
| San Lorenzo Argentina                       | 1.ª           | 2005-06       | 10  | 0  | — | — | —  | —  | 10  | 0  | 0.00 |
| San Lorenzo Argentina                       | Total club    | Total club    | 53  | 7  | 0 | 0 | 12 | 1  | 65  | 8  | 0.12 |
| Rosario Central Argentina                   | 1.ª           | 2005-06       | 12  | 0  | — | — | 5  | 0  | 17  | 0  | 0.00 |
| Rosario Central Argentina                   | 1.ª           | 2006-07       | 13  | 1  | — | — | —  | —  | 13  | 1  | 0.08 |
| Rosario Central Argentina                   | Total club    | Total club    | 132 | 14 | 0 | 0 | 21 | 3  | 153 | 17 | 0.11 |
| San Luis · México                           | 1.ª           | 2006-07       | 14  | 0  | — | — | —  | —  | 14  | 0  | 0.00 |
| San Luis · México                           | 1.ª           | 2007-08       | 42  | 6  | — | — | —  | —  | 42  | 6  | 0.14 |
| Necaxa · México                             | 1.ª           | 2008-09       | 16  | 1  | — | — | —  | —  | 16  | 1  | 0.06 |
| Necaxa · México                             | Total club    | Total club    | 16  | 1  | 0 | 0 | 0  | 0  | 16  | 1  | 0.06 |
| San Luis · México                           | 1.ª           | 2008-09       | 19  | 2  | — | — | 4  | 1  | 23  | 4  | 0.17 |
| San Luis · México                           | 1.ª           | 2009-10       | 13  | 1  | — | — | —  | —  | 13  | 1  | 0.08 |
| San Luis · México                           | Total club    | Total club    | 88  | 9  | 0 | 0 | 4  | 1  | 92  | 10 | 0.11 |
| Colón Argentina                             | 1.ª           | 2009-10       | 5   | 1  | — | — | 2  | 0  | 7   | 1  | 0.14 |
| Colón Argentina                             | Total club    | Total club    | 5   | 1  | 0 | 0 | 2  | 0  | 7   | 1  | 0.14 |
| Philadelphia Union Estados Unidos           | 1.ª           | 2010          | 9   | 0  | — | — | —  | —  | 9   | 0  | 0.00 |
| Philadelphia Union Estados Unidos           | Total club    | Total club    | 9   | 0  | 0 | 0 | 0  | 0  | 9   | 0  | 0.00 |
| Fort Lauderdale Strikers Estados Unidos     | 2.ª           | 2010          | 20  | 6  | — | — | —  | —  | 20  | 6  | 0.30 |
| Fort Lauderdale Strikers Estados Unidos     | Total club    | Total club    | 20  | 6  | 0 | 0 | 0  | 0  | 20  | 6  | 0.30 |
| Total carrera                               | Total carrera | Total carrera | 516 | 59 | 2 | 0 | 93 | 13 | 611 | 72 | 0.12 |
| (3) No incluye goles en partidos amistosos. |               |               |     |    |   |   |    |    |     |    |      |

### Como entrenador
| Equipo                    | Div.                | Temporada           | Liga  | Liga | Liga | Liga | Liga |       | Copa | Copa | Copa | Copa  |    | Internacional | Internacional | Internacional | Internacional | Internacional |   | Otros | Otros | Otros | Otros |     | Totales     | Totales | Totales | Totales | Totales | Totales | Totales | Totales |
| Equipo                    | Div.                | Temporada           | Part. | G    | E    | P    | Pos. | Part. | G    | E    | P    | Part. | G  | E             | P             | Pos.          | Part.         | G             | E | P     | Part. | G     | E     | P   | Rendimiento | GF      | GC      | Dif.    |         |         |         |         |
| ------------------------- | ------------------- | ------------------- | ----- | ---- | ---- | ---- | ---- | ----- | ---- | ---- | ---- | ----- | -- | ------------- | ------------- | ------------- | ------------- | ------------- | - | ----- | ----- | ----- | ----- | --- | ----------- | ------- | ------- | ------- | ------- | ------- | ------- | ------- |
| Rosario Central Argentina | 1.ª                 | 2015                | 30    | 16   | 11   | 3    | 3.º  | 6     | 4    | 1    | 1    | -     | -  | -             | -             | -             | -             | -             | - | -     | 36    | 20    | 12    | 4   | 66.67%      | 55      | 30      | +25     |         |         |         |         |
| Rosario Central Argentina | 1.ª                 | 2016                | 16    | 5    | 5    | 6    | 16.º | 6     | 4    | 1    | 1    | 10    | 6  | 2             | 2             | 1/4           | -             | -             | - | -     | 32    | 15    | 8     | 9   | 55.21%      | 50      | 34      | +16     |         |         |         |         |
| Rosario Central Argentina | 1.ª                 | 2016-17             | 13    | 2    | 6    | 5    | Inc. | -     | -    | -    | -    | -     | -  | -             | -             | -             | -             | -             | - | -     | 13    | 2     | 6     | 5   | 30.76%      | 13      | 14      | -1      |         |         |         |         |
| Rosario Central Argentina | Total               | Total               | 59    | 23   | 22   | 14   | -    | 12    | 8    | 2    | 2    | 10    | 6  | 2             | 2             | -             | -             | -             | - | -     | 81    | 37    | 26    | 18  | 56.38%      | 118     | 78      | +40     |         |         |         |         |
| Tijuana · México          | 1.ª                 | 2017-A              | 15    | 5    | 3    | 7    | Inc. | 5     | 1    | 4    | 0    | -     | -  | -             | -             | -             | -             | -             | - | -     | 20    | 6     | 7     | 7   | 41.67%      | 19      | 23      | -4      |         |         |         |         |
| Tijuana · México          | Total               | Total               | 15    | 5    | 3    | 7    | -    | 5     | 1    | 4    | 0    | -     | -  | -             | -             | -             | -             | -             | - | -     | 20    | 6     | 7     | 7   | 41.67%      | 19      | 23      | -4      |         |         |         |         |
| Racing Club Argentina     | 1.ª                 | 2017-18             | 15    | 9    | 2    | 4    | 7.º  | 1     | 0    | 0    | 1    | 8     | 3  | 3             | 2             | 1/8           | -             | -             | - | -     | 24    | 12    | 5     | 7   | 56.94%      | 43      | 28      | +15     |         |         |         |         |
| Racing Club Argentina     | 1.ª                 | 2018-19             | 25    | 17   | 6    | 2    | 1.º  | 4     | 1    | 2    | 1    | 2     | 0  | 2             | 0             | 1ªF           | -             | -             | - | -     | 31    | 18    | 10    | 3   | 68.81%      | 47      | 21      | +26     |         |         |         |         |
| Racing Club Argentina     | 1.ª                 | 2019-20             | 16    | 6    | 8    | 2    | Inc. | 1     | 0    | 1    | 0    | -     | -  | -             | -             | -             | 1             | 1             | 0 | 0     | 18    | 7     | 9     | 2   | 55.56%      | 22      | 18      | +4      |         |         |         |         |
| Racing Club Argentina     | Total               | Total               | 56    | 32   | 16   | 8    | -    | 6     | 1    | 3    | 2    | 10    | 3  | 5             | 2             | -             | 1             | 1             | 0 | 0     | 73    | 37    | 24    | 12  | 61.64%      | 112     | 67      | +45     |         |         |         |         |
| Internacional · Brasil    | 1.ª                 | 2020                | 20    | 10   | 6    | 4    | Inc. | 16    | 10   | 3    | 3    | 10    | 4  | 4             | 2             | 1/8           | -             | -             | - | -     | 46    | 24    | 13    | 9   | 61.59%      | 71      | 37      | +34     |         |         |         |         |
| Celta de Vigo · España    | 1.ª                 | 2020-21             | 29    | 13   | 7    | 9    | 8.º  | 2     | 1    | 0    | 1    | -     | -  | -             | -             | -             | -             | -             | - | -     | 31    | 14    | 7     | 10  | 52.69%      | 56      | 47      | +9      |         |         |         |         |
| Celta de Vigo · España    | 1.ª                 | 2021-22             | 38    | 12   | 10   | 16   | 11.º | 3     | 2    | 0    | 1    | -     | -  | -             | -             | -             | -             | -             | - | -     | 41    | 14    | 10    | 17  | 42.28%      | 51      | 46      | +5      |         |         |         |         |
| Celta de Vigo · España    | 1.ª                 | 2022-23             | 12    | 3    | 2    | 7    | Inc. | -     | -    | -    | -    | -     | -  | -             | -             | -             | -             | -             | - | -     | 12    | 3     | 2     | 7   | 30.56%      | 13      | 24      | -11     |         |         |         |         |
| Celta de Vigo · España    | Total               | Total               | 79    | 28   | 19   | 32   | -    | 5     | 3    | 0    | 2    | -     | -  | -             | -             | -             | -             | -             | - | -     | 84    | 31    | 19    | 34  | 44.44%      | 120     | 117     | +3      |         |         |         |         |
| Atlético Mineiro · Brasil | 1.ª                 | 2023                | 10    | 5    | 3    | 2    | Inc. | 16    | 11   | 3    | 2    | 9     | 5  | 2             | 2             | Inc.          | -             | -             | - | -     | 35    | 21    | 8     | 6   | 67.62%      | 53      | 27      | +26     |         |         |         |         |
| Atlético Mineiro · Brasil | Total               | Total               | 10    | 5    | 3    | 2    | -    | 16    | 11   | 3    | 2    | 9     | 5  | 2             | 2             | -             | -             | -             | - | -     | 35    | 21    | 8     | 6   | 67.62%      | 53      | 27      | +26     |         |         |         |         |
| Internacional · Brasil    | 1.ª                 | 2023                | 23    | 9    | 6    | 8    | 9.º  | -     | -    | -    | -    | 6     | 3  | 1             | 2             | 1/2           | -             | -             | - | -     | 29    | 12    | 7     | 10  | 49.43%      | 42      | 36      | +6      |         |         |         |         |
| Internacional · Brasil    | 1.ª                 | 2024                | 13    | 5    | 4    | 4    | Inc. | 15    | 10   | 3    | 2    | 6     | 3  | 2             | 1             | Inc.          | -             | -             | - | -     | 34    | 18    | 9     | 7   | 61.76%      | 43      | 22      | +21     |         |         |         |         |
| Internacional · Brasil    | Total               | Total               | 56    | 24   | 16   | 16   | -    | 31    | 20   | 6    | 5    | 22    | 10 | 7             | 5             | -             | -             | -             | - | -     | 109   | 54    | 29    | 26  | 58.41%      | 156     | 95      | +61     |         |         |         |         |
| Deportivo Alavés · España | 1.ª                 | 2024-25             | 23    | 6    | 10   | 7    | 15.º | 1     | 0    | 1    | 0    | -     | -  | -             | -             | -             | -             | -             | - | -     | 24    | 6     | 11    | 7   | 40.28%      | 24      | 25      | -1      |         |         |         |         |
| Deportivo Alavés · España | 1.ª                 | 2025-26             | 1     | 1    | 0    | 0    | -    | 0     | 0    | 0    | 0    | -     | -  | -             | -             | -             | -             | -             | - | -     | 1     | 1     | 0     | 0   | 100%        | 2       | 1       | +1      |         |         |         |         |
| Deportivo Alavés · España | Total               | Total               | 24    | 7    | 10   | 7    | -    | 1     | 0    | 1    | 0    | -     | -  | -             | -             | -             | -             | -             | - | -     | 25    | 7     | 11    | 7   | 42.67%      | 26      | 26      | +0      |         |         |         |         |
| Total en su carrera       | Total en su carrera | Total en su carrera | 299   | 124  | 89   | 86   | -    | 76    | 44   | 19   | 13   | 51    | 24 | 16            | 11            | -             | 1             | 1             | 0 | 0     | 427   | 193   | 124   | 110 | 54.88%      | 604     | 433     | +171    |         |         |         |         |
| 1. 2. 3.                  |                     |                     |       |      |      |      |      |       |      |      |      |       |    |               |               |               |               |               |   |       |       |       |       |     |             |         |         |         |         |         |         |         |

#### Resumen por competiciones
| Competición                   | Partidos | Ganados | Empatados | Perdidos | %      | Resultado              |
| ----------------------------- | -------- | ------- | --------- | -------- | ------ | ---------------------- |
| Primera División de Argentina | 115      | 55      | 38        | 22       | 58.84% | Campeón                |
| Copa Argentina                | 14       | 8       | 3         | 3        | 64.28% | Subcampeón             |
| Copa de la Superliga          | 4        | 1       | 2         | 1        | 41.67% | Cuartos de final       |
| Trofeo de Campeones           | 1        | 1       | 0         | 0        | 100%   | Campeón                |
| Liga MX                       | 15       | 5       | 3         | 7        | 40%    | 11.º lugar             |
| Copa MX                       | 5        | 1       | 4         | 0        | 46.67% | Cuartos de final       |
| Brasileirão                   | 66       | 29      | 19        | 18       | 53.54% | 4.º lugar              |
| Copa de Brasil                | 9        | 6       | 1         | 2        | 70.37% | Octavos de final       |
| Campeonato Gaúcho             | 26       | 16      | 6         | 4        | 69.23% | Semifinales            |
| Campeonato Mineiro            | 12       | 9       | 2         | 1        | 80.56% | Campeón                |
| LaLiga                        | 103      | 35      | 29        | 39       | 43.37% | 8.º lugar              |
| Copa del Rey                  | 6        | 3       | 1         | 2        | 55.56% | Dieciseisavos de final |
| Copa Libertadores             | 43       | 21      | 12        | 10       | 58.14% | Semifinales            |
| Copa Sudamericana             | 8        | 3       | 4         | 1        | 54.17% | Fase de grupos         |
| TOTAL                         | 427      | 193     | 124       | 110      | 54.88% | 3 Títulos              |

## Palmarés

### Como jugador

#### Títulos nacionales
| Título           | Club        | País      | Año    |
| ---------------- | ----------- | --------- | ------ |
| Primera División | River Plate | Argentina | 1999-A |
| Primera División | River Plate | Argentina | 2000-C |
| Primera División | River Plate | Argentina | 2002-C |
| Primera División | River Plate | Argentina | 2003-C |
| Primera División | River Plate | Argentina | 2004-C |

#### Títulos internacionales
| Título        | Club            | País      | Año  |
| ------------- | --------------- | --------- | ---- |
| Copa Conmebol | Rosario Central | Argentina | 1995 |

### Como entrenador

#### Títulos regionales
| Título             | Club             | Región       | Año  |
| ------------------ | ---------------- | ------------ | ---- |
| Campeonato Mineiro | Atlético Mineiro | Minas Gerais | 2023 |

#### Títulos nacionales
| Título              | Club        | País      | Año     |
| ------------------- | ----------- | --------- | ------- |
| Primera División    | Racing Club | Argentina | 2018/19 |
| Trofeo de Campeones | Racing Club | Argentina | 2019    |

### Distinciones individuales
| Distinción                                 | Año  |
| ------------------------------------------ | ---- |
| Mejor entrenador de la Superliga Argentina | 2019 |